# Cheyenne County (Jefferson-Territorium)
Der Cheyenne County war ein County des außerhalb des US-Gesetzes liegenden Jefferson-Territoriums, das vom 28. November 1859 bis zum 28. Februar 1861 bestand.

## Geschichte
Im Juli 1858 wurde Gold entlang des South Platte Rivers im Arapahoe County, Kansas-Territorium entdeckt. Diese Entdeckung löste den Pikes Peak Goldrausch aus. Viele Anwohner im Bergbaugebiet fühlten sich getrennt von den fernen territorialen Regierungen von Kansas und Nebraska, so dass sie am 24. Oktober 1859 dafür stimmten das eigene Jefferson-Territorium zu bilden. In den folgenden Monaten stimmte die General Assembly des Jefferson-Territoriums 12 Counties zu organisieren: Arrappahoe County, Cheyenne County, El Paso County, Fountain County, Heele County, Jackson County, Jefferson County, Mountain County, North County, Park County, Saratoga County und St. Vrain County. Der Cheyenne County lag in dem Gebiet, das heute die Stadt Cheyenne, Wyoming umfasst. Der County wurde nach der Cheyenne Nation, einem indianischen Volk, das in diesem Gebiet lebten, benannt.
Das Jefferson-Territorium erhielt niemals bundesstaatliche Unterstützung. Am 28. Februar 1861 wurde das Colorado-Territorium organisiert und am 25. Juli 1868 das Wyoming-Territorium.